# Colydium slipinskii
Colydium slipinskii – gatunek chrząszcza z rodziny Zopheridae opisany przez Piotra Węgrzynowicza. Nazwa gatunkowa została nadana na cześć polskiego entomologa Stanisława Ślipińskiego.

## Występowanie
Występuje w Brazylii.